# Blake Fisher
Blake Fisher (Avon, 25 marzo 2003) è un giocatore di football americano statunitense che milita nel ruolo di offensive tackle per gli Houston Texans della National Football League (NFL).

## Carriera universitaria
Nella sua prima stagione a Notre Dame nel 2021, Fisher fu nominato tackle sinistro titolare. Tuttavia si infortunò a un ginocchio nella prima gara dell’anno contro Florida State, facendo ritorno solo a fine stagione nel Fiesta Bowl. Nel 2022 disputò tutte le 13 partite come tackle destro titolare.

## Carriera professionistica

### Houston Texans
Fisher fu scelto nel corso del secondo giro (59º assoluto) del Draft NFL 2024 dagli Houston Texans. Debuttò come professionista subentrando nella gara del primo turno vinta contro gli Indianapolis Colts. Nella sua stagione da rookie disputò 15 partite, di cui 5 come titolare.